# Fiat 524
La Fiat 524 est une automobile fabriquée par le constructeur italien Fiat entre 1931 et 1934.
Comme dans le cas de la Fiat 522, Fiat réalisa une voiture sur deux châssis de longueurs différentes, la Fiat 524C - châssis court, et la Fiat 524L - châssis long.
Le moteur était un Fiat 122, 6 cylindres en ligne de 2 516 cm³ développant 52 HP. Les Fiat 522 et 524 appartenaient à la même catégorie de berlines limousines de classe.
Avec ce modèle, Fiat inaugura un nouveau logo rectangulaire, Fiat était en lettres d'or sur un fond rouge.
Un total de 2.275 exemplaires ont été construits en Italie.
Une version Fiat-Polski fut aussi fabriquée en Pologne dans l'usine de Varsovie sous licence Fiat durant la même période, 10.524 exemplaires furent construits dans les versions :

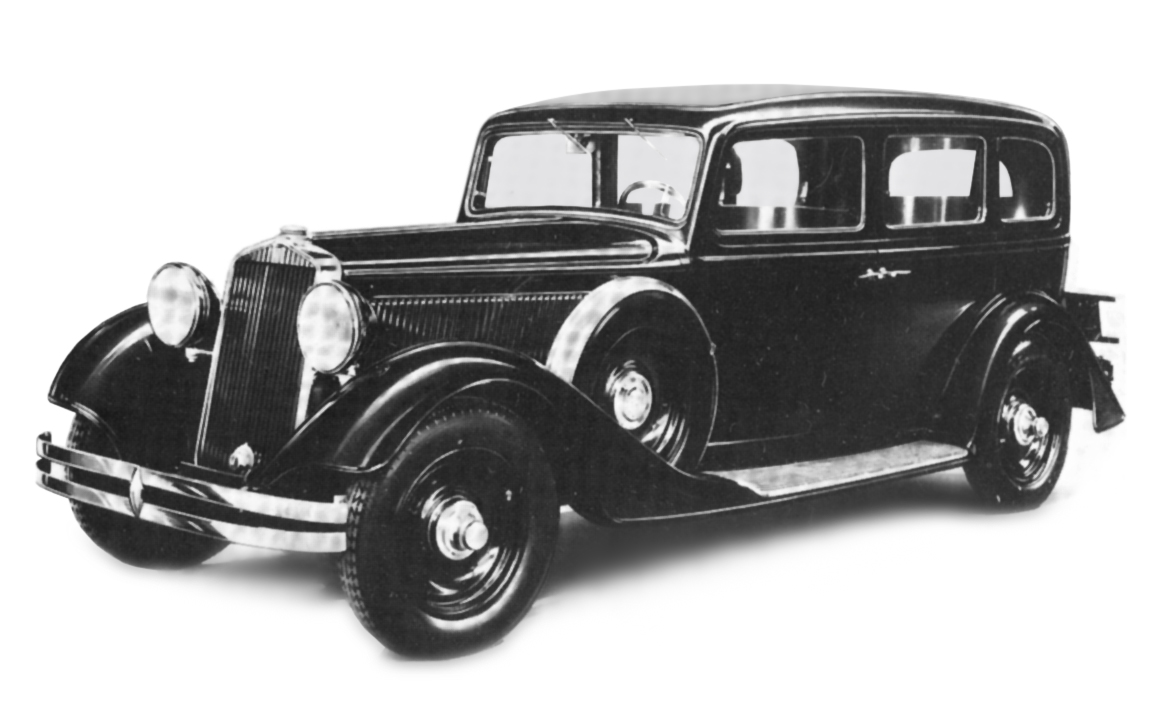
Fiat 524L

- Fiat 524C : cabriolet,
- Fiat 524L : limousine.